# Benjamin Smith Barton
Pour les articles homonymes, voir Benjamin Smith, Smith et Barton.
 (mai 2017).
Si vous disposez d'ouvrages ou d'articles de référence ou si vous connaissez des sites web de qualité traitant du thème abordé ici, merci de compléter l'article en donnant les références utiles à sa vérifiabilité et en les liant à la section « Notes et références ».
Benjamin Smith Barton, né le 10 février 1766 à Lancaster (Pennsylvanie) et mort le 19 décembre 1815 à New York, est un botaniste américain.

## Biographie
Barton fait ses études de médecine à Philadelphie (Pennsylvanie) jusqu'en 1786, et les poursuit à l'université d'Édimbourg puis à celle de Göttingen, où il obtient son diplôme de médecin en 1789. Il retourne à l'université de Philadelphie où il enseigne la botanique et l'histoire naturelle.
Il est connu pour son ouvrage les Elements of botany, ou Outlines of the natural history of vegetables (1803), premier manuel de botanique américain.
En 1798–1804, il publie un ouvrage sur les plantes à usage médical (Essay toward a Materia Medica of the United States).
Il s'intéresse également à l'anatomie et à la zoologie. Ainsi il publie en 1796 un essai sur le pouvoir de fascination qu'exercerait les serpents, Memoir Concerning the Fascinating Faculty Which Has been Ascribed to the Rattle-Snake).
Barton étudie également la biologie, la culture et l'histoire des amérindiens. En 1803, il publie une étude comparative de linguistique, Etymology of Certain English Words and on Their Affinity to Words in the Languages of Different European, Asiatic  and American (Indian) Nations et un essai sur l'origine des premiers peuples américains, New Views of the Origin of the Tribes and Nations of America (1798).
Il est l'éditeur du Philadelphia Medical and Physical Journal (de 1804 à 1809), l'une des anciennes publications scientifiques des États-Unis. Il est élu membre de l'American Antiquarian Society en 1814.
Parallèlement à ses recherches, Barton continue sa pratique médicale à l'hôpital de Pennsylvanie.
Il meurt de tuberculose à New York en 1815.